# Raman (stad in Thailand)
Raman is de hoofdstad van het district Raman in de provincie Yala. Het ligt op 25 kilometer ten zuidoosten van de provinciehoofdstad Yala aan de Hat Yai-Sungai Goloklijn van de Thaise Staatsspoorwegen. De Saiburi rivier stroomt door Raman. Raman zelf is zeer bekend als een centrum voor de sport Silat.